# Батех
Батех (рос. Батех) — село у Зольському районі Кабардино-Балкарії Російської Федерації.
Орган місцевого самоврядування — сільське поселення Псинадаха. Населення становить 1274 особи.

## Історія
Згідно із законом від 27 лютого 2005 року органом місцевого самоврядування є сільське поселення Псинадаха.

## Населення
| 2002 | 2010  |
| ---- | ----- |
| 1212 | ↗1274 |